# Fort Duquesne
Fort Duquesne er et fort i USA, der blev etableret af franske kolonitropper i 1754, hvor floderne Allegheny og Monogahela løber sammen og bliver til Ohiofloden. Stedet er i dag centrum for byen Pittsburgh i staten Pennsylvania.
Dette knudepunkt var længe blevet anset af både de franske og de britiske kolonimagter som et strategisk vigtigt sted, hvorfra Ohiodalen kunne kontrolleres. Derfor ønskede både franskmænd og briter at styrke kontrollen over området. I 1740’erne begyndte britiske nybyggere at oprette handelsstationer for at handle med områdets oprindelige indbyggere. I begyndelsen af 1750’erne påbegyndte franskmændene en række af forter fra Eriesøen til Allegheny-floden.
Guvernøren i Virginia, Robert Dinwiddie, anså dette som en trussel mod Ohiokompagniets krav på Ohiodalen, som han selv havde andel i. I efteråret 1753 sendte han en ung George Washington til Fort Le Boeuf for både at skaffe efterretninger og at lægge pres på franskmændene for at få dem til at forlade området. De afviste dog de krav, Washington fremlagde på vegne af Dinwiddle. Washington vendte tilbage til Virginia, men han returnerede i februar for selv at få bygget et fort. Mens Washington var i Pennsylvania ankom en større fransk styrke, som tvang briterne bort, og de påbegyndte derefter selv et fort, opkaldt efter Marquis Duquesne, generalguvernøren for Ny Frankrig.
Washington, der var vendt tilbage til området, beordrede hastigt et fort opført, som han kaldte Fort Necessity. De franske tropper angreb briternes fort, og efter en dags kamp tilbød franskmændene Washington, at han kunne overgive sig og få fri afmarch. Den 4. juli 1754 måtte han kapitulere for første og eneste gang i sit liv. Endnu var der ikke erklæret krig mellem Storbritannien og Frankrig, og derfor kunne briterne overgive sig på relativt lempelige vilkår, men konflikten i grænseområdet mellem de franske og britiske kolonier blev hurtigt en del af en langt større krig, nemlig Syvårskrigen.
Franskmændene holdt Fort Duquesne fire år endnu. Et angreb på fortet i september 1758, under James Grants kommando, blev slået tilbage med store tab, men den 25. november måtte fortet overgive sig til general John Forbes. Franskmændene ødelagde fortet inden deres overgivelse, og det blev senere genopbygget af briterne og omdøbt til Fort Pitt.
Fortet lå, hvor Allegheny og Monongahela-floderne mødes og sammen danner Ohiofloden. Stedet er i dag en park ved navn Point State Park i centrum af Pittsburg, og fortets omrids er markeret i parken med sten.